# スティーブン・ミード
スティーブン・ミード（Steven Mead、1962年2月26日 - ）は、イギリスのユーフォニアム奏者。

## 人物・来歴
ミードは、ユーフォニアムの知名度の向上に寄与したソリスト、指導者として知られる。
シュトゥットガルトフィルハーモニー管弦楽団、トロンヘイム交響楽団、ラハティ交響楽団、ヘルシンキ・フィルハーモニー管弦楽団、ミネアポリス-ポップスオーケストラ、日本の吹奏楽団・オーケストラなどの演奏団体と協奏曲で共演。マーティン・エレビー、フィリップ・スパークらの作曲家の初演作品を演奏。

### 家族・親族
- 妻：ミサ・ミード[4] - 熊本県出身の、日本のユーフォニアム奏者、作曲家、編曲家。